# صفيحة ساخنة

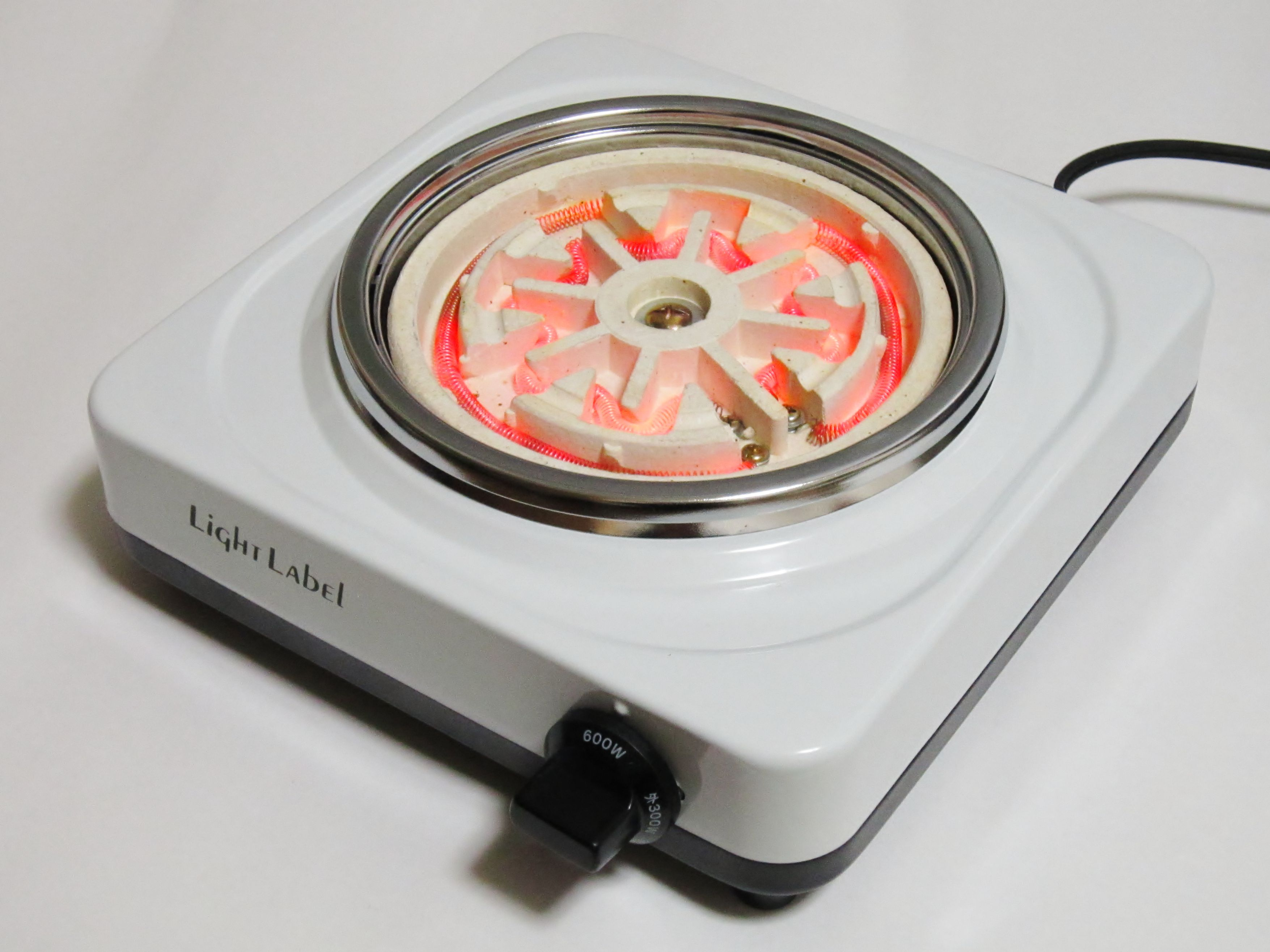

صفيحة ساخنة (بالإنجليزية: Hot plate)‏ هي فرن كهربائي التي يكون استعمالها في معظم الحالات خارج المنزل حيث موقد غير متوفر مثل الغابة أو عند السفر إلى مكان تجهله، وتستخدم في المختبر أيضا في التجارب. وغالبا ما تستخدم صفيحة ساخنة لإعداد الطعام.

## الوصف
هذا النوع من معدات الطهي عادة هو مدعوم من قبل الكهرباء، ومع ذلك كانت متوفرة بالغاز في القرن التاسع عشر والقرن العشرين ولكن لم تكن شائعة ولا تزال متاحة في الأسواق المختلفة في جميع أنحاء العالم.